# Болгаро-кубинские отношения
Болгаро-кубинские отношения — двусторонние дипломатические отношения между Болгарией и Кубой.
Отношения между двумя странами имеют многоэтапную историю. В обеих мировых войнах Болгария и Куба оказывались в противоборствующих военно-политических блоках, хотя Куба и не объявляла войну Болгарии напрямую. Полноценные дипломатические отношения между странами были установлены лишь 14 октября 1960 года, после Кубинской революции. В период существования социалистического блока Болгария и Куба поддерживали тесные политические, экономические и культурные связи, обусловленные идеологической близостью. Болгария оказывала Кубе экономическую и техническую помощь, в частности, закупая кубинский сахар по ценам выше мировых и направляя на Кубу специалистов. 
После 1989 года, в связи с политическими и экономическими изменениями в обеих странах, уровень сотрудничества снизился, однако дипломатические отношения были сохранены. Начиная с 2010-х годов отмечается активизация политического диалога. Обе страны сотрудничают в различных областях, а также в рамках международных организаций. Посол Болгарии на Кубе по совместительству аккредитован в Доминиканской Республике и на Ямайке. Кубинский посол в Болгарии, в свою очередь, аккредитован в Республике Северная Македония и Албании.

## История

### Первая мировая война
В Первой мировой войне Болгария и Куба оказались в противоборствующих военно-политических блоках: Болгария присоединилась к Центральным державам с 1915, а Куба, объявившая войну Германии в 1917 году, поддержала антигерманскую коалицию. Несмотря на это, Куба официально не объявляла войну Болгарии. В кубинском парламенте рассматривался вопрос об объявлении войны Болгарии. Сенатор Кампос Маркетти внёс соответствующее предложение. По мнению Маркетти, объявление войны Болгарии, с которой США не находились в состоянии войны, продемонстрировало бы независимость внешней политики Кубы от Соединенных Штатов. Однако это предложение не получило поддержки и не было реализовано. 
Сформированная кубинская эскадрилья «Le Escuadrille Cubaine» не успела принять участие в войне. Однако Куба внесла свой вклад в усилия союзников, отправив на Западный фронт госпиталь, укомплектованный 100 кубинскими врачами и медсестрами. В свою очередь, предположительно, группа болгарских артиллеристов с орудиями была переброшена на Западный фронт для поддержки весеннего наступления Германии.
По итогам Первой мировой войны Болгария, в составе Центральных держав, потерпела поражение, в то время как Куба оказалась в числе стран-победительниц. Представитель Кубы участвовал в подписании Нёйиского мирного договора, завершившего Первую мировую войну для Болгарии. Кубинскую сторону представлял доктор Рафаэль Мартинес Ортис, Чрезвычайный посланник и Полномочный министр Кубинской Республики в Париже. Согласно преамбуле договора, с момента его вступления в силу состояние войны прекращалось между всеми подписавшими сторонами, включая Болгарию и Кубу.

### Вторая мировая война
Во Второй мировой войне Болгария и Куба вновь оказались по разные стороны конфликта. Болгария, присоединившись к странам «Оси», стала союзником нацистской Германии. Куба, в свою очередь, после нападения на Пёрл-Харбор объявила войну Японии, Германии и Италии в декабре 1941 года и примкнула к Антигитлеровской коалиции. Однако, как и в Первой мировой войне, Куба не объявляла войну Болгарии.

### Холодная война
Республика Болгария и Республика Куба установили дипломатические отношения 14 октября 1960 года, вскоре после Кубинской революции и провозглашения Кубы социалистическим государством.
В 1961 году Куба обратилась к Болгарии с запросом о предоставлении кредита на 5 лет в размере 1,5 млн долларов США на закупку «специального оборудования». Общая сумма закупок Кубой «специального оборудования» в Болгарии составила 7 млн 130 тыс. долларов. В том же году Куба запросила у Болгарии 50 000 списанных немецких винтовок «Маузер» калибра 7,92 мм, указав, что они предназначены для  «нужд латиноамериканских революционных движений». С середины 1960-х годов Болгария начала закупать кубинский сахар по льготным ценам в рамках долгосрочных соглашений.
Болгария поддержала направление Советским Союзом на Кубу 10 000 технических специалистов и советников. Болгарское правительство считало, что социалистические государства должны оказывать Кубе помощь во всех областях экономического развития, чтобы стабилизировать страну и сделать ее «витриной социализма» в Латинской Америке. В тоже время болгарские эксперты в беседах с венгерскими коллегами отмечали, что в кубинской экономике отсутствует реальное планирование. Несмотря на упоминание планирования в заявлениях кубинских лидеров, его суть оставалась для них «очень туманной», поскольку они отвергали идею о необходимости научного планирования для построения нового общества.
В начале 1980-х годов Политбюро Болгарской коммунистической партии приняло решение о привязке колебаний цен на закупаемый кубинский сахар к ценам болгарского экспорта, стремясь стабилизировать покупательную способность кубинского экспорта. Несмотря на потенциал, экономическое сотрудничество между Кубой и Болгарией не достигло желаемого уровня.
В 1989 году, в связи с глубокими политическими и экономическими изменениями в обеих странах, произошло резкое сокращение отношений. Болгария значительно уменьшила объем торговли с Кубой и отказалась продлевать различные торговые соглашения с Кубой.

### Посткоммунистический период

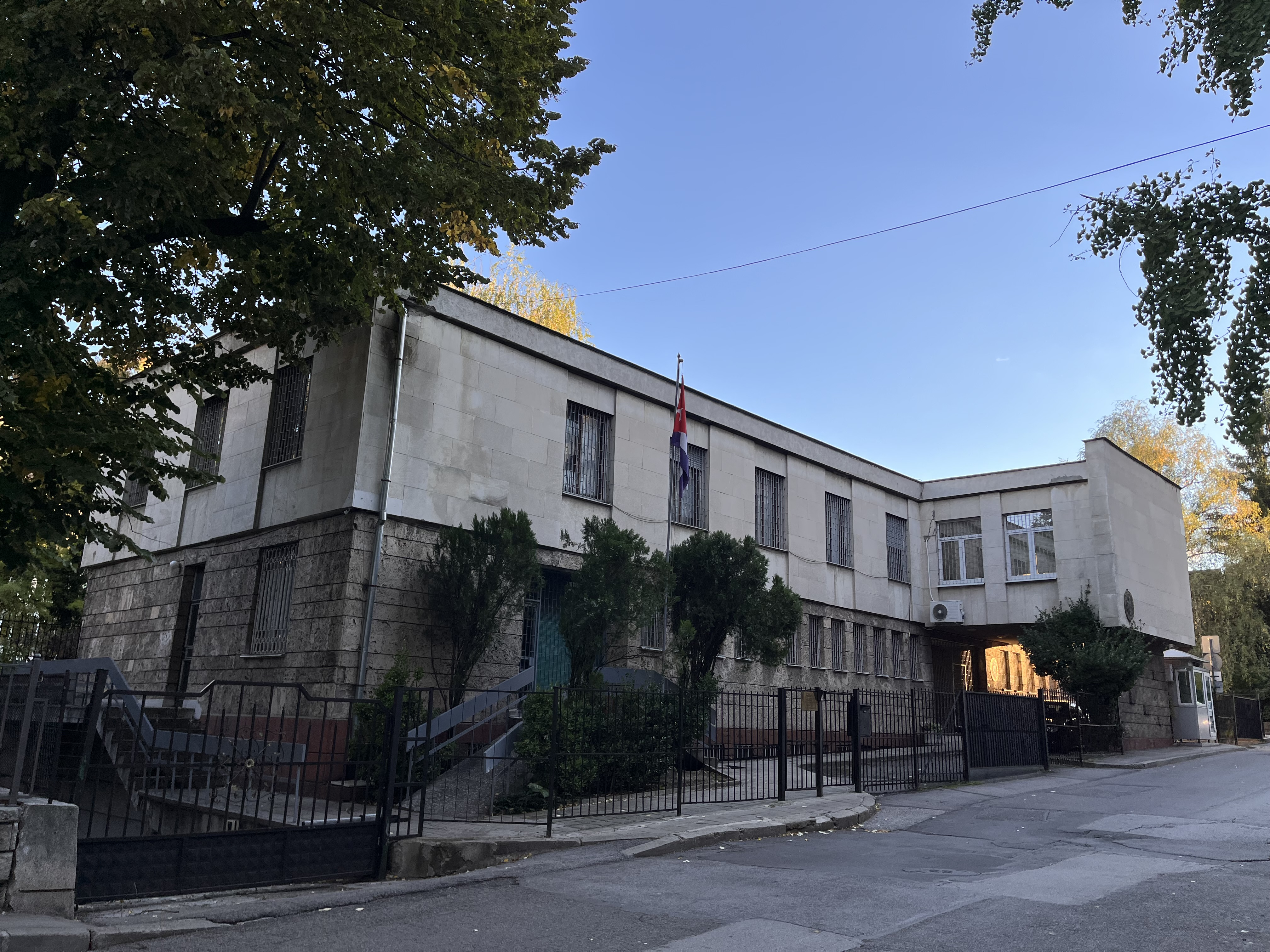
Посольство Кубы в Софии

После 1989 года уровень контактов между Болгарией и Кубой менялся, однако дипломатические отношения между двумя странами сохраняются. Начиная с 2010-х годов, на фоне изменений на Кубе, отмечается активизация политического диалога. Две страны сотрудничают в различных областях, а также в рамках международных организаций, включая взаимную поддержку кандидатур. В 2020 году отмечалось 60-летие установления дипломатических отношений между Болгарией и Кубой. Посол Болгарии на Кубе по совместительству аккредитован в Доминиканской Республике и на Ямайке. Кубинский посол в Болгарии, в свою очередь, аккредитован в Республике Северная Македония и Албании. 

## Населения

### Болгары на Кубе
В период существования социалистического блока на Кубе работало значительное число болгарских граждан. По оценкам, их количество достигало 40 000 человек. Болгарские специалисты были заняты преимущественно в инженерно-технической сфере и сельском хозяйстве. По состоянию на 2025 год, на Кубе постоянно проживало около 50 граждан Болгарии. В основном, это потомки смешанных болгаро-кубинских браков и члены их семей.

### Кубинцы в Болгарии
В период существования социалистического блока несколько тысяч кубинцев учились и работали в Болгарии.